# Karimułła Ismajew
Karimułła Chusnułłowicz Ismajew (ros. Каримулла Хуснуллович Исмаев, ur. 24 czerwca 1898 we wsi Staryje Karmały w guberni kazańskiej, zm. 1978) – przewodniczący Rady Komisarzy Ludowych Tatarskiej ASRR (1928-1930).
Od 1917 służył w rosyjskiej armii, później był komendantem miasta Tietiuszy w guberni kazańskiej, a 1918 szefem powiatowej i miejskiej milicji robotniczo-chłopskiej w Tetiuszy. Od 1918 członek RKP(b), 1918-1919 instruktor-organizator i agitator Centralnego Muzułmańskiego Kolegium Wojskowego Powiatu Tetiuszskiego, od 1920 przewodniczący komitetu wykonawczego rady powiatowej, a 1921 rady kantonowej w Tetiuszy. 1921-1923 zastępca przewodniczącego zarządu tatarskiego obwodowego związku stowarzyszeń spożywców, 1923-1924 zastępca przewodniczącego Centralnego Związku Stowarzyszeń Spożywców Bucharskiej Ludowej Republiki Radzieckiej, 1924-1926 zastępca przewodniczącego Kazańskiego Biura Banku Państwowego ZSRR, 1926-1928 przewodniczący Tatkoopsowieta (Tatarskiej Rady Spółdzielni). 1928-1930 przewodniczący Rady Komisarzy Ludowych Tatarskiej ASRR, 1935 ukończył Moskiewski Instytut Energetyczny, 1935-1939 był inżynierem, zastępcą głównego inżyniera i głównym inżynierem rejonowej elektrowni, a 1940-1961 technikiem, inżynierem i szefem elektrowni w Komijskiej ASRR, następnie na emeryturze.